# Girolamo Pellizoni
Girolamo Pellizoni, noto anche con lo pseudonimo di il Crescini (Casalmaggiore, 1688 – ...), è stato un pittore italiano.

## Biografia
Formatosi con Francesco Chiozzi, è stato attivo in Lombardia, principalmente a Cremona, come pittore di quadratura. Ha dipinto una tela dei Santi Biagio, Luca e Pietro (1670) per la chiesa di San Giovanni a Casalmaggiore e per la basilica di Sant'Andrea a Mantova. Tra i suoi allievi ebbe Giuseppe Natali.